# Es war Zeit
Es war Zeit ist ein italienischer Liebesfilm mit Fantasy-Elementen von Alessandro Aronadio aus dem Jahr 2022. Der Film erschien international am 16. März 2023 über den Streamingdienst Netflix.

## Handlung
Bei einer Silvesterfeier verwechselt Dante seine Verlobte mit Alice und küsst diese versehentlich. Aus dem Versehen wird schnell ernst, die beiden werden ein Liebespaar und ziehen zusammen. An Dantes 40. Geburtstag überrascht ihn seine Freundin zunächst mit einer eigenen Version von It's My Party von Lesley Gore, hat jedoch seinen Wecker ausgestellt, so dass Dante zu spät ins Büro zu seinem Versicherungsjob kommt. Den extra für ihn zubereiteten Pancake schlingt er viel zu heiß runter. Für den Abend ist eine Überraschungsparty für ihn geplant, doch er ärgert sich zunächst auf der Arbeit und dann mit seinem dementen Vater herum. Am Ende muss er auch noch eine Tür besorgen, so dass er viel zu spät zu seiner eigenen Party kommt. Diese ist dennoch gelungen. Von Valerio, seinem besten Freund, bekommt er Tickets für die Achterbahn geschenkt, die sie als Kinder nie getraut haben zu fahren. Am Ende überrascht Alice ihn in einem Arwen-Kostüm.
Am nächsten Morgen muss Dante feststellen, das tatsächlich schon wieder sein Geburtstag ist, jedoch ein Jahr später. Alice ist schwanger. Völlig perplex geht er zurück ins Bett und wacht ein Jahr später wieder auf. Mittlerweile hat er ein Baby, das sie nach Galadriel, einer Figur aus Herr der Ringe benannt haben. Er kann sich weder an die Geburt noch die beiden Jahre davor erinnern. So sucht er einen Arzt auf, weil er glaubt wie sein Vater an Alzheimer zu leiden, doch physiologisch ist alles bei ihm in Ordnung. Der Arzt meint, es könne stressbedingt sein, da Dante zu viel arbeitet.
Als er sich das Gesicht wäscht muss er feststellen, das er plötzlich einen Schnurrbart hat. Wieder ist ein Jahr vergangen und seine Tochter kann schon laufen. Während die Ehe zunehmend in einer Krise steckt, ist er beruflich mehr als erfolgreich und steigt in zwei Jahren zum Geschäftsführer der Versicherung auf. Er vertraut sich Valerio an, auch dieser verweist darauf, dass er zu viel arbeitete. Wieder ein Jahr später erfolgt die Trennung von Alice. Stattdessen hat er eine Affäre mit seiner Sekretärin Francesca. Er versucht dies alles zu richten, doch die Situation gerät außer Kontrolle, da Francesca ihn zu seinem Geburtstag überraschen wollte und Alice auf sein Flehen zu ihm kommt. Am Ende schmeißt er Francesca mit einem lauten Streit aus der Wohnung, doch es kommt zu einem erneuten Zeitsprung und sie ist zwischenzeitlich bei ihm eingezogen.
Im Laufe der nächsten Jahre folgen weitere Zeitsprünge und Dante muss zusehen, wie Alice eine Beziehung mit einem Yoga-Trainer anfängt und er sich von seiner Tochter entfremdet. Sein bester Freund Valerio erkrankt an Krebs und sein Vater baut zunehmend ab.
An seinem 49. Geburtstag beschließt er sich zu ändern. Sein Vater ist zwischenzeitlich verstorben, nachdem er sich mit diesem noch ein Jahr zuvor versöhnen konnte. Mit Valerio, der den Krebs besiegt hat, geht er auf die Achterbahn. Anschließend nimmt er sich alle seine Urlaubstage und verbringt einen Tag mit Alice und seiner Tochter. Am Ende überredet er Alice über Nacht zu bleiben und liest Galadriel noch eine Gutenachtgeschichte vor. Als er erwacht, ist der Tag nach seinem Geburtstag. Seine Ex-Freundin und seine Tochter sind noch da. Er ist von den Zeitsprüngen befreit. Dante glaubt, dass noch Zeit sei, um ihre Beziehung zu retten. Die Zukunft kann beginnen …

## Hintergrund
Für den Film ließ sich Regisseur Alessandro Aronadio von Und täglich grüßt die Liebe (2021) von Josh Lawson inspirieren.

## Veröffentlichung
Es war Zeit wurde erstmals am 22. Oktober 2022 auf dem Festa del Cinema di Rom gezeigt. Der Film wurde anschließend von Netflix gekauft und hatte seine weltweite Premiere am 16. März 2023 auf Netflix.  Der Film wird auch als Dramödie bezeichnet, da der eigentlich absurde Plot neben wenigen komödiantischen Elementen eher ernst gehalten ist. Thema des Films ist die Endlichkeit des Lebens und das Streben nach Glück.

## Kritiken
Auf Prisma.de schrieb der Rezensent, der Film hätte „sich in der ersten Hälfte nicht ganz so viel Zeit nehmen müssen, doch der Übergang zum ernsten Ton ist gut gelungen. So wird die Message, dass ein glückliches Leben durch den Genuss des Moments entsteht, gut und natürlich vermittelt. Wer ein Fan von romantischen Filmen mit Tiefgang ist und gerne emotional berührt wird, sollte sich Es war Zeit nicht entgehen lassen.“